# Phyllophaga schaefferi
Phyllophaga schaefferi är en skalbaggsart som beskrevs av Saylor 1937. Phyllophaga schaefferi ingår i släktet Phyllophaga och familjen Melolonthidae. Inga underarter finns listade i Catalogue of Life.